# Охорона здоров'я в Узбекистані
У пострадянську епоху якість охорони здоров'я в Узбекистані погіршилася. У період з 1992 по 2003 рік видатки на охорону здоров'я і співвідношення лікарняних ліжок до населення скоротилися майже на 50 відсотків, а російська еміграція в це десятиліття позбавила систему охорони здоров'я персоналу. У 2004 році в Узбекистані було 53 лікарняних ліжок на 10 000 чоловік. Основні медичні інструменти, такі як одноразові голки, анестетики і антибіотики, є дефіцитним продуктом. Хоча всі громадяни номінально мають право на безкоштовне медичне обслуговування, у пострадянський період хабарництво стало звичайним способом обійти повільне і обмежене обслуговування державної системи. На початку 2000-х років політика спрямовувалася на поліпшення закладів первинної медико-санітарної допомоги та зниження вартості стаціонарних установ. З державного бюджету 2006 року виділено 11,1 відсотка на витрати на охорону здоров'я у порівнянні з 10,9 відсотка у 2005 році.

## Здоров'я населення
Серед найбільш поширених захворювань виділяються ті, які пов'язані із забрудненою питною водою: черевний тиф, гепатит, дизентерія, холера та різні види раку. Основними причинами смерті є порушення серцево-судинної, дихальної та травної систем, а також інфекційні та паразитарні захворювання. Дослідження, опубліковане в журналі Lancet у 2019 році, показало, що на 100 000 чоловік у рік припадає 892 випадки смерті через харчування, що є найвищим показником у світі.
Зареєстрована захворюваність на вірус імунодефіциту людини (ВІЛ) різко зросла з 2002 року, частково через нову політику урядової звітності та частково через збільшення зловживання наркотиками. У 2005 році стало відомо про 5600 випадків ВІЛ, тоді як у 2004 році було зафіксовано 2000 нових випадків. Щонайменше дві третини випадків пов'язані зі зловживанням наркотиками. Географічні центри випадків ВІЛ-інфекції — Ташкент і Сурхандар'їнська область на кордоні з Афганістаном. Розширення незаконного обігу наркотиків через Узбекистан призвело до зростання наркоманії у міських районах. Існують центри лікування і консультування у зв'язку з ВІЛ. На 10 000 жителів припадає 27,4 лікаря або 2,74 на 1000 осіб.

### Здоров'я матері і дитини
Рівень материнської смертності у 2010 році на 100 000 народжень в Узбекистані складає 30 осіб. Це у порівнянні з 44,6 у 2008 році і 61,1 у 1990 році. Рівень смертності дітей у віці до 5 років на 1000 народжень становить 38, а неонатальна смертність у відсотках від смертності дітей у віці до 5 років — 48. В Узбекистані ризик смерті вагітних жінок становить 1 до 1400.